# Faulx (contre-torpilleur)
Pour les articles homonymes, voir Faulx (homonymie).
Le Faulx est l’un des douze contre-torpilleurs de classe Bouclier construits pour la marine française dans la première décennie du XXe siècle. Pendant la Première Guerre mondiale, il escorte la flotte de combat lors de la bataille d'Antivari au large des côtes du Monténégro en août 1914 et escorte plusieurs convois vers le Monténégro durant le reste de l’année. Le Faulx a protégé l’évacuation de l’armée royale serbe de Durazzo, en Albanie, en février 1916.

## Conception
Les Bouclier furent la première classe de contre-torpilleurs conçus en réponse à une nouvelle doctrine d'utilisation. Presque deux fois plus grands que les classes précédentes et plus puissamment armés, ils ont été construits selon une spécification très générale et chaque chantier naval a été autorisé à déterminer la meilleure façon de répondre à cette spécification. Le Faulx et son sister-ship Fourche ont été construits par le même chantier naval et avaient une longueur de 75,15 mètres, une largeur de 7,93 mètres et un tirant d'eau de 2,89 mètres. Le Faulx avait un déplacement un peu supérieur à son sister-ship, soit 867 tonnes à charge normale. Leur équipage était composé de quatre officiers et 77 hommes.
Les sister-ships étaient propulsés par une paire de turbines à vapeur Rateau, chacune entraînant un arbre d'hélice utilisant la vapeur fournie par quatre chaudières du Temple. Les moteurs ont été conçus pour produire 12500 chevaux (9300 kW) et une vitesse de 30 nœuds (56 km/h). Au cours de ses essais en mer, le Faulx dépasse largement cette vitesse, atteignant une vitesse de 32 nœuds (59 km/h). Les navires transportaient suffisamment de mazout pour leur donner une autonomie de 1200 à 1400 milles nautiques (2222 à 2593 km) à une vitesse de croisière de 12 à 14 nœuds (22 à 26 km/h).
L’armement principal des navires de la classe Bouclier se composait de deux canons de 100 millimètres modèle 1893 dans des affûts simples, un à l’avant et un à l’arrière des superstructures, et de quatre canons de 65 millimètres modèle 1902 répartis au milieu du navire. Ils étaient également équipés de deux affûts jumeaux pour des tubes lance-torpilles de 450 millimètres au milieu du navire, un sur chaque bord.

## Carrière
Le Faulx est commandé le 26 août 1908 à l’Établissement de la Brosse et Fouché dans le cadre du programme naval de 1908. Il a été mis sur cale au chantier naval de la compagnie à Nantes, en Bretagne, en 1909. Le navire est lancé le 2 février 1911 et transféré à Lorient le 28 décembre 1911 en vue de ses essais en mer. Le Faulx fut armé pour essais le 15 février 1912, mais des problèmes majeurs avec ses hélices retardèrent sa mise en service jusqu’au 1er novembre. Le navire arrive à Toulon le 29 décembre et est affecté à la 1re escadrille de torpilleurs de la 1re armée navale.
Lorsque la Première Guerre mondiale éclate, en août 1914, le Faulx est encore affecté à la 1re flottille. Au cours des phases préliminaires de la bataille d'Antivari, au Monténégro, le 16 août, les 1ère, 4e et 5e flottilles de contre-torpilleurs sont chargées d’escorter le gros de la 1ère armée navale tandis que les 2e, 3e et 6e flottilles escortent les croiseurs cuirassés de la 2e escadre légère et deux croiseurs britanniques. Après avoir réuni les deux groupes et repéré le croiseur protégé austro-hongrois SMS Zenta et le destroyer SMS Ulan, les contre-torpilleurs français n’ont joué aucun rôle dans le naufrage du croiseur, bien que la 4e flottille ait été envoyée dans une poursuite infructueuse du Ulan. Après avoir brisé le blocus austro-hongrois d’Antivari (aujourd’hui Bar), le vice-amiral Augustin Boué de Lapeyrère, commandant de la 1re armée navale, décide d’acheminer troupes et ravitaillement vers le port à l’aide d’un petit paquebot réquisitionné, le SS Liamone, escorté par la 2e escadre légère, renforcée par le croiseur cuirassé Ernest Renan et escorté par le contre-torpilleur Bouclier avec les 1ère et 6e flottilles de contre-torpilleurs sous son commandement tandis que le reste de la 1ère armée navale bombarde le 1er septembre la base navale austro-hongroise de Cattaro, au Monténégro. Quatre jours plus tard, la flotte assure l’évacuation de Danilo, prince héritier du Monténégro, à bord du Bouclier, vers l’île grecque de Corfou. La flottille escorte plusieurs petits convois chargés de fournitures et d’équipement jusqu’à Antivari, à partir d’octobre et jusqu’à la fin de l’année, toujours couverts par les plus gros navires de l’armée navale dans des tentatives futiles d’attirer la flotte austro-hongroise dans la bataille. Au milieu de ces missions, les 1ère et 6e flottilles sont dirigées par le contre-torpilleur français Dehorter alors qu’elles effectuent un balayage au sud de Cattaro dans la nuit du 10 au 11 novembre à la recherche infructueuse de destroyers austro-hongrois.
Le torpillage du cuirassé français Jean Bart le 21 décembre provoqua un changement dans la tactique française, car les cuirassés étaient trop importants pour risquer d’être victimes d’une attaque sous-marine. Désormais, seuls les contre-torpilleurs escorteront les transports. Le 24 février 1915, le Faulx sauva 38 survivants du contre-torpilleur Dague après qu’il eut heurté une mine marine dans le port de Durazzo. Après la signature par l’Italie du pacte de Londres et sa déclaration de guerre à l’Empire austro-hongrois le 23 mai 1915, Boué de Lapeyrère réorganise ses forces à la fin du mois de juin pour couvrir les approches de l’Adriatique et en interdire l’accès à la marine marchande des puissances centrales, car la Marine royale italienne (Regia Marina) a désormais la responsabilité principale de l’Adriatique elle-même. Sa zone de responsabilité s’étendait de la Sardaigne à la Crète et il la divisa en deux zones, la 1ère escadre légère étant affectée à la zone ouest et la 2e escadre légère à l’est. Les contre-torpilleurs de la 1ère armée navale qui n’étaient pas affectés en renfort des Italiens furent transférés aux 1ère et 2e flottilles de l’armée navale nouvellement formées. Les 1ère et 3e flottilles de contre-torpilleurs sont affectées à la 2e flottille de l’armée navale, dont le Dehorter est le navire amiral, qui est chargé de soutenir les croiseurs de la 2e division légère.
Le 18 avril 1918, le contre-torpilleur français Mangini éperonne et coule le Faulx dans le canal d'Otrante,.